# Phaeida tesquorum
Phaeida tesquorum är en insektsart som beskrevs av Alexander Fyodorovich Emeljanov 1962. Phaeida tesquorum ingår i släktet Phaeida och familjen dvärgstritar. Inga underarter finns listade i Catalogue of Life.